# Give Me Fire
Albums de Mando Diao
Never Seen The Light Of Day
(2007) Infruset
(2012)
Singles
Give Me Fire est le cinquième album du groupe de rock suédois Mando Diao. Il sortit en 2009.

## Pistes
1. Blue Lining White Trenchcoat (4 min 01 s )
2. Dance With Somebody (5 min 17 s )
3. Gloria (4 min 17 s )
4. High Heels (3 min 48 s )
5. Mean Street (4 min 31 s )
6. Maybe Just Sad (4 min 05 s )
7. A Decent Life (1 min 44 s )
8. Give Me Fire (4 min 01 s )
9. Crystal (6 min 10 s )
10. Come On Come on (4 min 13 s )
11. Go Out Tonight (4 min 52 s )
12. You Got Nothing On Me (5 min 06 s )
13. The Shining (19 min 21 s ) -  ce morceau contient un hidden track, Leave My Fire

## Singles
- Dance With Somebody - Single (2009)
- Gloria - Single (2009)

## Composition du groupe
- Gustaf Norén (chant, guitare, orgue, percussion)
- Björn Dixgård (vocals, guitare)
- Carl-Johan « CJ » Fogelklou (chœur, basse, orgue)
- Samuel Giers (chœur, batterie, percussion)
- Mats Björke (claviers)